# Augustus Keppel Stephenson
Pour les articles homonymes, voir Keppel.
Augustus Frederick William Keppel Stephenson (18 octobre 1827 à Londres - 26 septembre 1904), est un procureur du Trésor et la deuxième personne à occuper le poste de directeur des poursuites publiques en Angleterre et pays de Galles.

## Jeunesse et famille
Stephenson est né à Londres le 18 octobre 1827, l'aîné de Henry Frederick Stephenson, député, et de Mary Keppel. Sa mère est l'un des onze enfants de William Keppel (4e comte d'Albemarle),. Son père, Henry Frederick Stephenson, est le fils illégitime de Charles Howard (11e duc de Norfolk). Henry Frederick Stephenson est avocat et député de Westbury (1831-1849).
Son frère cadet, l'amiral Henry Frederick Stephenson, est officier de la Royal Navy, courtisan et explorateur de l'Arctique.
Stephenson est éduqué en privé et fait ses études plus tard au Caius College, Cambridge, obtenant sa maîtrise en 1819. Il est appelé au Barreau en tant qu'avocat de Lincoln's Inn en 1852.

## Carrière
Pendant deux ans (1852–1854), il est marshall et associé à la Cour du Banc de la Reine auprès du Lord Chief Justice. Stephenson va ensuite sur le circuit de Norfolk et est nommé avocat réviseur et enregistreur de Bedford. Il est nommé Procureur adjoint du Trésor par John Russell en 1865. Le chancelier de l'Échiquier, M. Lowe, le nomme greffier intérimaire des sociétés amicales la même année.
En 1876, Stephenson est nommé Solicitor au Trésor. L'année suivante, Benjamin Disraeli le nomme procureur général de Sa Majesté.
Stephenson est créé chevalier de l'Ordre du Bain sur la recommandation de William Ewart Gladstone en 1883 et commandeur de l'Ordre du Bain, en 1886. Il est nommé directeur des poursuites pénales en 1884.
En 1889, il est nommé conseiller de la reine sur la recommandation d'Hardinge Giffard.

## Mariage
Stephenson épouse Eglantine Pleydell-Bouverie, deuxième fille d'Edward Pleydell-Bouverie et Elizabeth Anne Balfour, le 5 décembre 1864 et ont plusieurs enfants, dont Guy Stephenson (en).

## Scandale de la rue Cleveland
Un cas notable s'est produit en 1889 lorsque Stephenson est chargé de poursuivre le Scandale de Cleveland Street. Il implique divers membres de l'aristocratie (tels qu'Arthur Somerset et Henry James FitzRoy (comte d'Euston)), mais ces personnes sont «autorisées» (selon les termes du journal radical The North London Press) à échapper aux poursuites, ce qui provoque beaucoup de critiques de la presse contre Stephenson.